# NGC 1060

NGC 1060

NGC 1060 في الفهرس العام الجديد، هي مجرة، تقع في كوكبة المثلث. اكتشفت في 12 سبتمبر 1784 بواسطة ويليام هيرشل.

## روابط خارجية
- NGC 1060 على موقع ويكي سكاي: DSS2, SDSS, GALEX, IRAS, Hydrogen α, X-Ray, Astrophoto, Sky Map, Articles and images